# Lilys første Kærlighed
Lilys første Kærlighed er en amerikansk stumfilm fra 1915 af Paul Powell.

## Medvirkende
- Lillian Gish som Mary Randolph.
- Wilfred Lucas som Jack Van Norman
- Rosie Dolly som Rose.
- Elmer Clifton som Allison Edwards
- Loyola O'Connor som Letty Carrington.